# Сенегальская шпорцевая кукушка
Сенегальская шпорцевая кукушка (лат. Centropus senegalensis) — вид птиц семейства кукушковых. Выделяют три подвида.

## Описание
Крупная птица 35-41 см длиной с чёрным массивным клювом. Крылья ржаво-коричневые, округлые. Голова и хвост чёрные, спина тёмно-коричневая, низ светло-жёлтый, глаза красные. У молодых птиц глаза желтые, верх в чёрных полосках. Полёт медленный с коротким планированием. Голос — серия булькающих гулких звуков, напоминающих переливание воды в бутылку.

## Образ жизни
Гнездится на открытой местности с кустами и высокой травой. Осторожная, в основном прячется в растительности или перемещается по земле.

## Ареал
Распространены в Центральной, Западной и юго-восточной Африке, а также в дельте Нила.

## Подвиды
Выделяют три подвида:
- C. s. aegyptius (Gmelin, 1788) Северо-восточный Египет
- C. s. senegalensis (Linnaeus, 1766)
- C. s. flecki	 Reichenow, 1893